# Noël Goemanne
Noël Goemanne (* 10. Dezember 1926 in Poperinge; † 12. Januar 2010 in Dallas, Texas) war ein belgisch-amerikanischer Organist, Chorleiter, Kirchenmusiker und Komponist.
Goemanne studierte am Lemmens-Institut, als Marinus De Jong, Staf Nees, Julius van Nuffel und Flor Peeters dort lehrten, und am Königlichen Konservatorium in Lüttich bei Pierre Froidebise und Charles Hens. Danach absolvierte er noch ein Postgraduiertenstudium bei Flor Peeters. Während der Okkupation Belgiens im Zweiten Weltkrieg kam er in Haft, weil er öffentlich Werke von Mendelssohn gespielt hatte. Bekannt wurde er als Rundfunkpianist beim Belgischen Nationalradio. 
1952 ging Goemanne mit seiner Frau in die USA, wo er zunächst Organist an der St. Mary's Catholic Church in Victoria, Texas, wurde. Er hatte dann Stellen als Organist und Chorleiter an der St. Rita's Catholic Church und der Out Lady, Queen of Martyrs Church in Detroit, Michigan, der St. Monica's Catholic Church und am Holy Trinity Seminary in Dallas und von 1972 bis zu seinem Tod an der Christ the King Catholic Church inne. 
In den 1960er Jahren war Goemanne einer der ersten Komponisten, der im englischsprachigen Raum kirchenmusikalische Werke gemäß dem Zweiten Vatikanischen Konzil schuf. Für den Papstbesuch in Texas 1987 komponierte er die Prozessionsmusik für die Papstmesse. 1974 zeichnete ihn das Manila Institute of Sacred Music für seine Verdienste um die Kirchenmusik aus. Papst Paul VI. verlieh ihm 1977 das Ehrenkreuz Pro Ecclesia et Pontifice, und 1980 erhielt er einen Ehrendoktortitel für Kirchenmusik vom St. Joseph's College in Rensselaer, Indiana. Mehrfach wurde er auch von der ASCAP ausgezeichnet.